# 罗多彼山脉

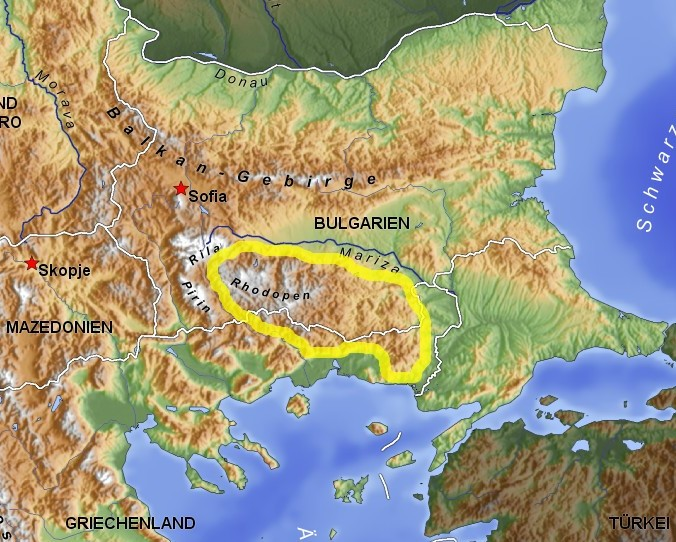
罗多彼山脉在保加利亚和希腊的位置

罗多彼山脉（羅馬化：Rodopi，羅馬化：Rodopi）地处欧洲东南，其面积的83％以上都在保加利亚南部，其余部分在希腊。最高峰大佩雷利克峰（海拔2,191米）是保加利亚第七高峰。自然雕琢出的幽深河谷、巨大洞窟令该地区的喀斯特地貌尤为显著，如特里格勒峡谷。
保加利亚的水力资源的一个重要组成就位于山脉西部，有一些水电级联和水坝用于电力生产、灌溉和旅游。罗多彼山脉有着丰富的文化遗产，包括古色雷斯人的遗址（如塔图尔的佩尔佩利孔，以及贝林塔什），中世纪的城堡、教堂、寺庙，还有自18和19世纪保留下来的保加利亚村庄。

## 名称
罗多彼山脉的名称出自色雷斯语。Rhod-ope (Род-oпа)被解释为一条河流最初的名字，意思是“生锈的/红色的河”，其中Rhod-与保加利亚语中的“руда”（矿石，“ruda”）、“ръжда”（铁锈，“rǎžda”）、“риж”（紅髮的，“riž”）、拉丁語“rufus”（紅色）和德語“rot”（红色）具有相同的印欧语根。从奥维德和普鲁塔克的记述中，关于罗多彼山脉和巴尔干山脉起源的神话是这样的：本是兄妹的哈伊莫司和罗多彼渴求着彼此，他们称对方为赫拉和宙斯。诸神认为这是对他们的冒犯，决定将他们变成同名的山。

## 地理

罗多彼山脉地图

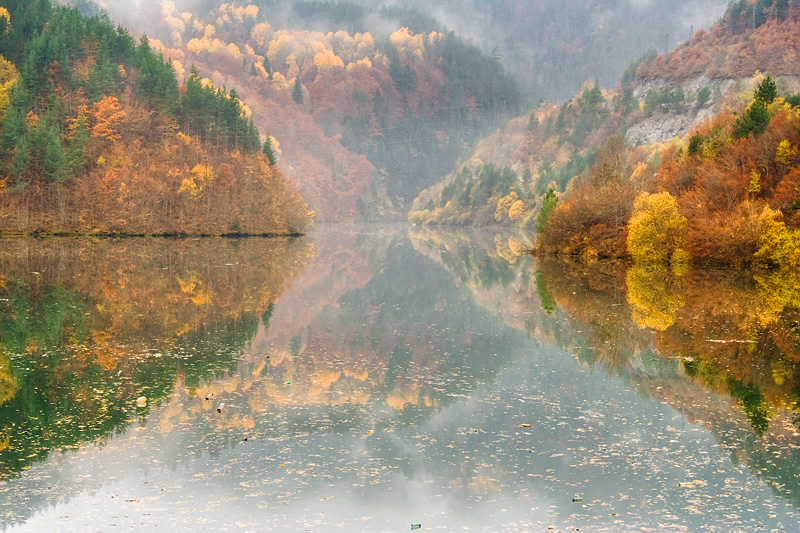
秋季的罗多彼山脉

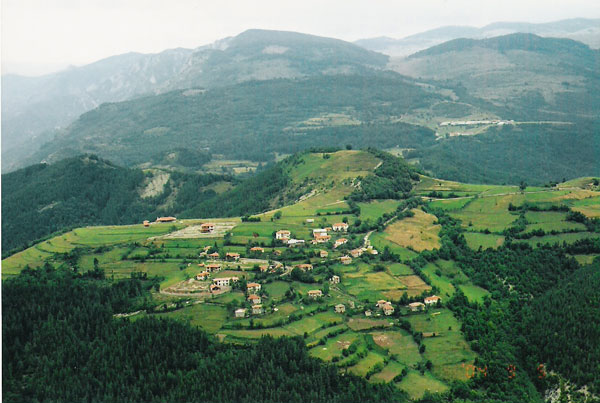
从贝林塔什岩俯瞰弗拉塔村。

从地貌学上说，罗多彼山脉属于雷洛-罗多彼地块（巴尔干半岛上最古老的一部分大陆）。它是保加利亚最大的山脉。总计超过14,735平方公里的罗多彼山脉，有12,233平方公里是在保加利亚的境内。山脉长约240公里，宽约100-120公里，平均海拔785米。北面的陡坡下是上色雷斯平原，西到艾弗拉姆山口、云多拉和奈斯托斯河，南部和东部直至与希腊接壤。罗多彼山脉是一个山岭与深谷的复杂系统。
该地区已经建立了十五个保护区，其中一些受联合国教科文组织的保护。该山脉因有巴尔干地区最大的针叶森林而著称，西部有着平缓的地形和葱郁的植被，而东部有大量的猛禽。

### 气候
罗多彼山脉的位置（巴尔干半岛东南部）在很大的程度上决定了该地区的气候：它同时受到是北方的冷空气和地中海上的温暖海风的影响。
东罗多彼山脉的年平均气温为12-13°C，降水量的最大值在12月，最小值在8月。在西罗多彼山脉，温度在5℃-9℃变化，夏季降水充沛。
温和的气候，加上其他一些因素，吸引了众多游客。一个很好的例子就是帕泊洛沃的当地气候使得冰雪可以长时间存在。
-15°C的温度在冬季很普通，因此，罗多彼山脉是巴尔干地区可以看到欧洲云杉和垂枝桦等树种的最南端。

### 水体
山上有丰富的水资源储备，山泉、河流的水网密布。天然湖泊很少，最有名的一个是位于同名小镇几公里外的斯莫梁湖。全国最大的几个水库坐落在罗多彼山脉，包括：多斯帕特水库、巴塔克水库、大贝格利克水库、克尔贾利水库、沃恰水库和希罗卡-波利亚纳等。它们主要用于水力发电和灌溉。有多种矿物温泉水，最有名的是在韦林格勒、纳雷琴斯基巴尼、代温、贝登和米哈尔科沃等地。

### 区划

#### 西罗多彼山脉
西罗多彼山脉是罗多彼山脉中占地最广（占罗多彼山脉在保加利亚部分66％的面积）、海拔最高、基础建设最完善、客流量最大的部分。最高、最有名的山峰都位于该区域（高于2000米的山峰超过10座），包括最高峰大佩雷利克峰（海拔2,191米）。其他著名的山峰有：希罗科拉沙基-斯内日尼克峰（海拔2,188米）、大佩尔森克峰（海拔2,091米）、巴塔什基-斯内日尼克峰（海拔2,082米）、图尔拉峰（海拔1,800米）。
罗多彼山脉中部分最深的河谷位于西部，以及岩石景观奇迹之桥。重要的水体包括奇亚拉湖、多斯帕特水库、巴塔克水库、希罗卡-波利亚纳水库、大贝格利克水库和齐戈夫-恰尔克水库。

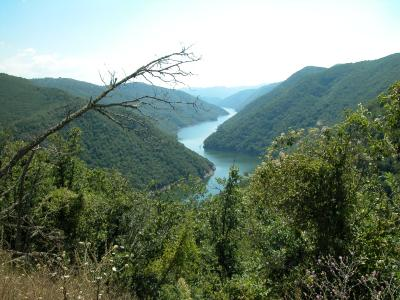
流经罗多彼山脉的奈斯托斯河。

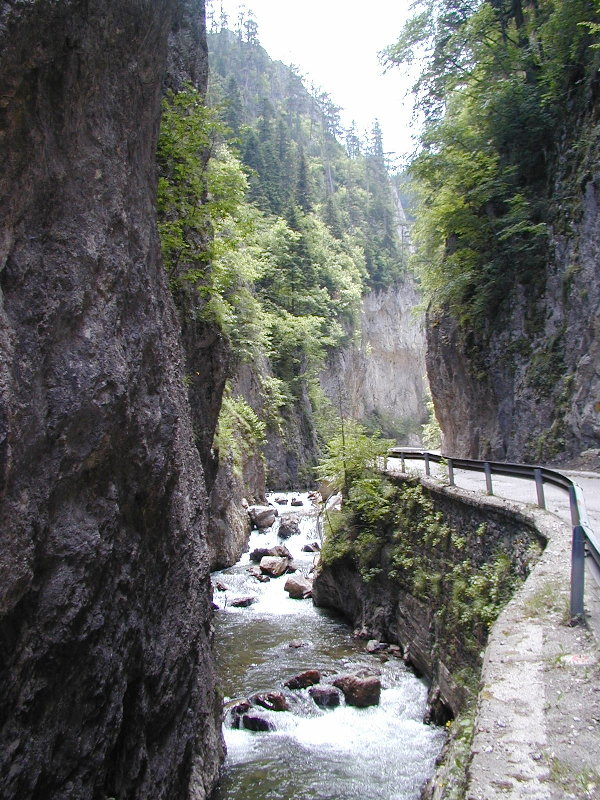
特里格勒河谷.

巴塔克城也坐落在这部分山脉中，以及著名的旅游中心斯莫梁、韦林格勒、代温、切佩拉雷、冬季度假胜地潘波罗夫、东正教的巴奇科沃修道院、阿森王朝的城堡遗址、Yagodinska Dyavolskoto Garlo洞穴和维埃沃村等等。保加利亚最高的村庄——马纳斯蒂尔（海拔超过1500米），就在北面的普雷斯帕峰脚下。许多建设中的保护区，如希罗卡-拉卡、科瓦切维察、莫姆奇洛夫齐、科索沃也位于该地区。

#### 东罗多彼山脉
东罗多彼山脉占据了罗多彼山脉在保加利亚的其余部分（约34％）。
克尔贾利水库和斯图登-克拉德内茨水库两座大型水库位于东罗多彼山脉。该地区有丰富的矿物温泉。杰贝勒因可治疗多种疾病的温泉而颇受赞誉。贝利特-布雷齐是重要的呼吸道疾病和其他小病的治疗中心。

在该地区的主要城市是哈斯科沃及克尔贾利，较小的有莫姆奇尔格勒、克鲁莫夫格勒、兹拉托格勒和基尔科沃。东罗多彼山脉的海拔显著降低，人口也较西部更为稠密。
几乎欧洲的每一种猛禽的鸟巢都可以在东罗多彼山脉的岩石和森林中见到，包括极为罕见的秃鹫、白兀鷲等等。

#### 南罗多彼山脉
南罗多彼山脉是罗多彼山脉位于希腊的部分，希腊北部的罗多彼州因此而得名。

## 神话
在希腊神话中，色雷斯的罗多彼女王因受宙斯和赫拉的神罚而被变为罗多彼山脉。

## 历史

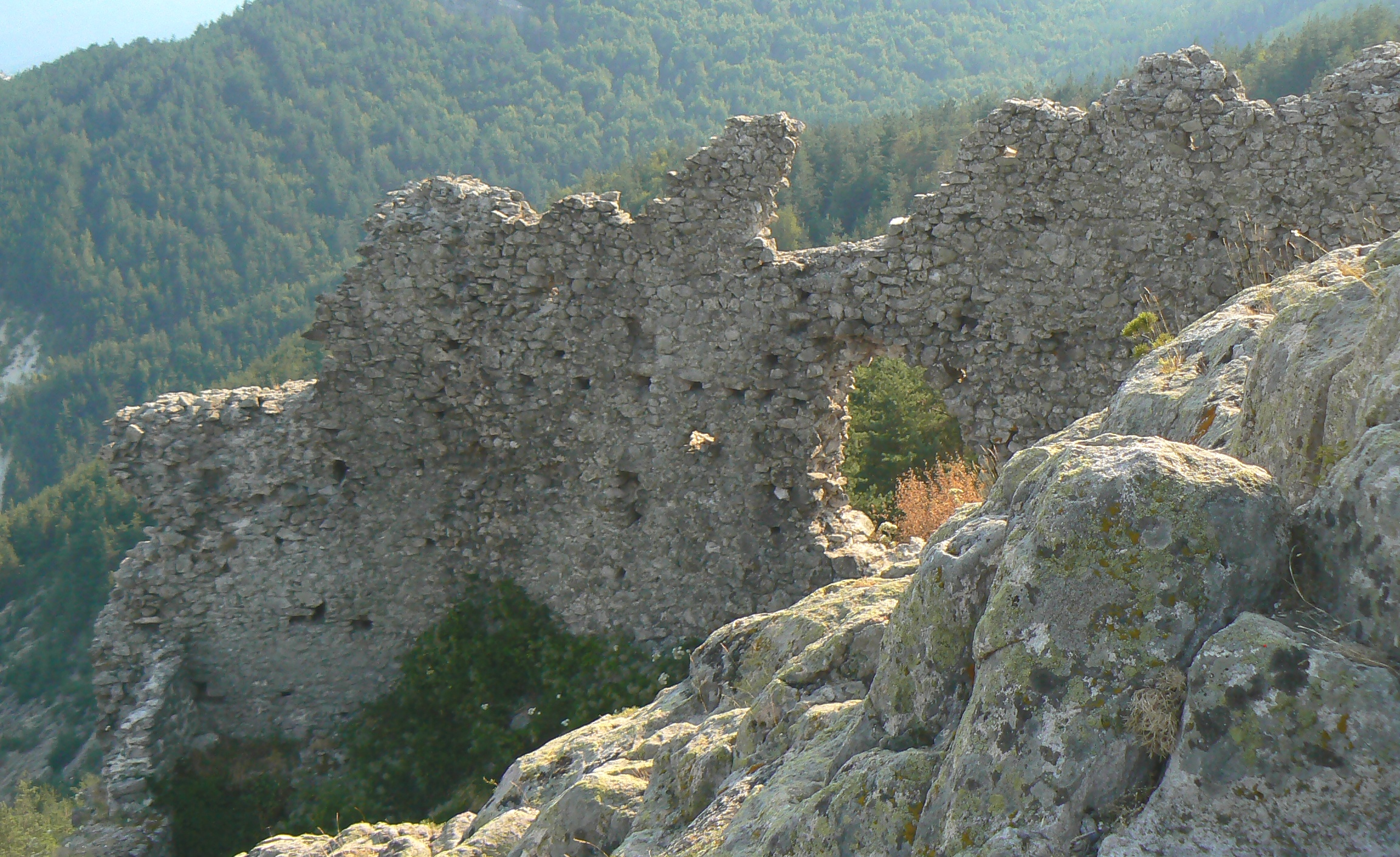
乌斯特拉要塞遗址

从史前时代开始，就有人类定居在罗多彼山脉。通过考古，在一些洞穴中发现很多古代工具。
已知的第一批定居者是色雷斯人。他们建造了许多寺庙，城市和要塞。该地区最著名的城市是位于克尔贾利东北15公里的圣城佩尔佩利孔。塔图尔村附近的同名寺庙是最重要的色雷斯寺庙之一。此外，有关酒神崇拜的考古遗址遍布整个地区，如古色雷斯的佩尔佩利孔城。

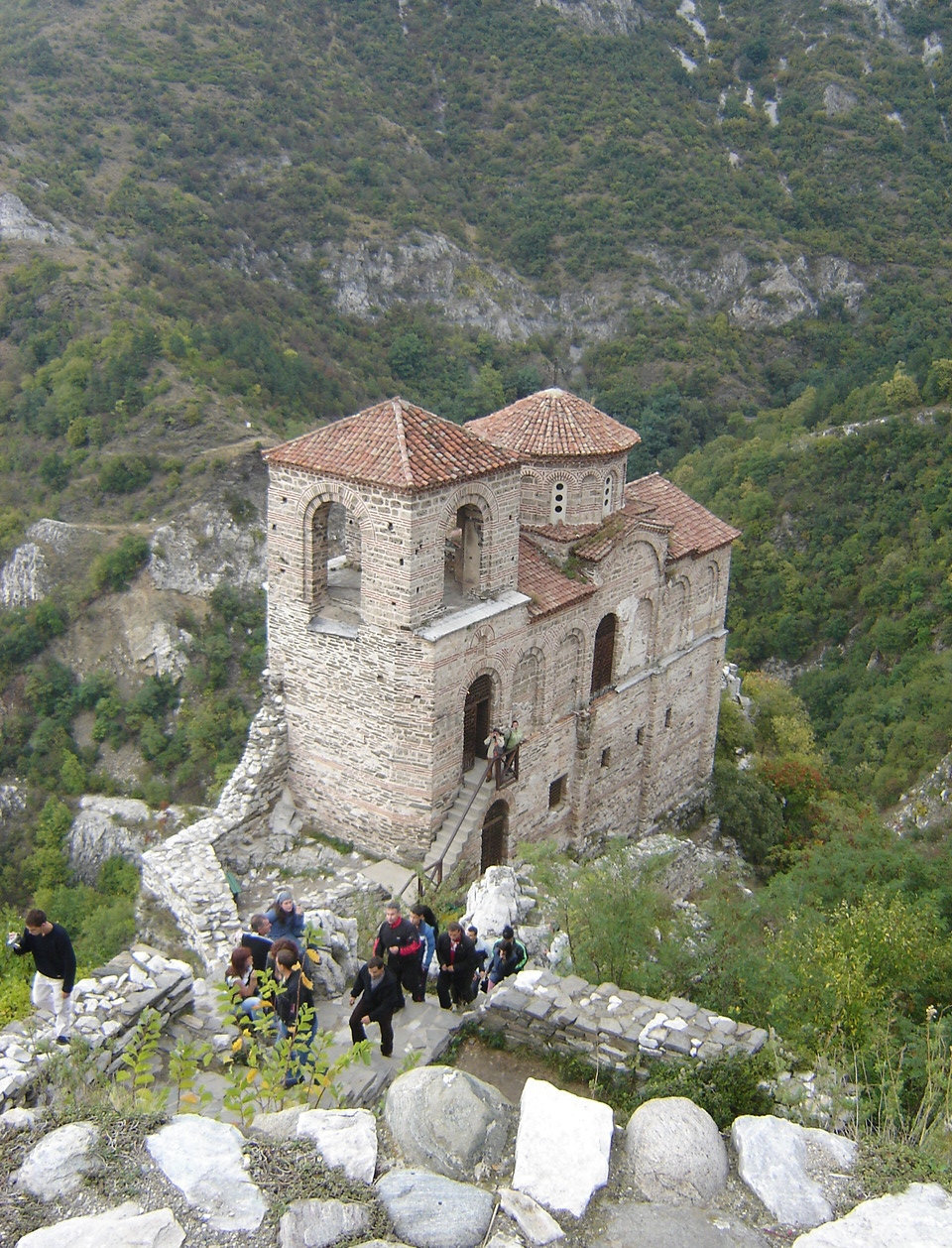
阿森要塞的教堂

在中世纪，罗多彼在保加利亚帝国和拜占庭帝国间时常转手。为了保护贸易路线和战略高地，建立了密集的城堡阵线。最大、最重要的城堡包括柳蒂察、乌斯特拉、采皮纳、梅泽克和阿森要塞等等。1371至1375年间，奥斯曼帝国在保加利亚-奥斯曼战争中占领了罗多彼山脉。
16至17世纪间，奥斯曼当局为了弥补在地中海地区对抗基督教強國的损失，开始强行伊斯兰化。因此许多保加利亚人改信伊斯兰教，而拒绝者则被杀害。大量的教堂和修道院被完全摧毁，沦为废墟。西罗多彼的城镇和村庄在1876年的四月起义中十分活跃。起义被镇压后，奥斯曼帝国仅在巴塔克一地就屠杀了约5000人。布拉齐戈沃有数千人丧生，佩魯什蒂察和其他造反的村庄也被劫掠。
北罗多彼于1878年被解放，但仍是东鲁米利亚自治省治下，直到與保加利亚大公国统一。罗多彼的其他部分在第一次巴尔干战争（1912 - 1913）结束后被吞并，但在第二次巴尔干战争（1913年）和第一次世界大战（1914 - 1918）后，山脉南麓被希腊占领，该地区的保加利亚人被迫逃离至保加利亚。

## 人口

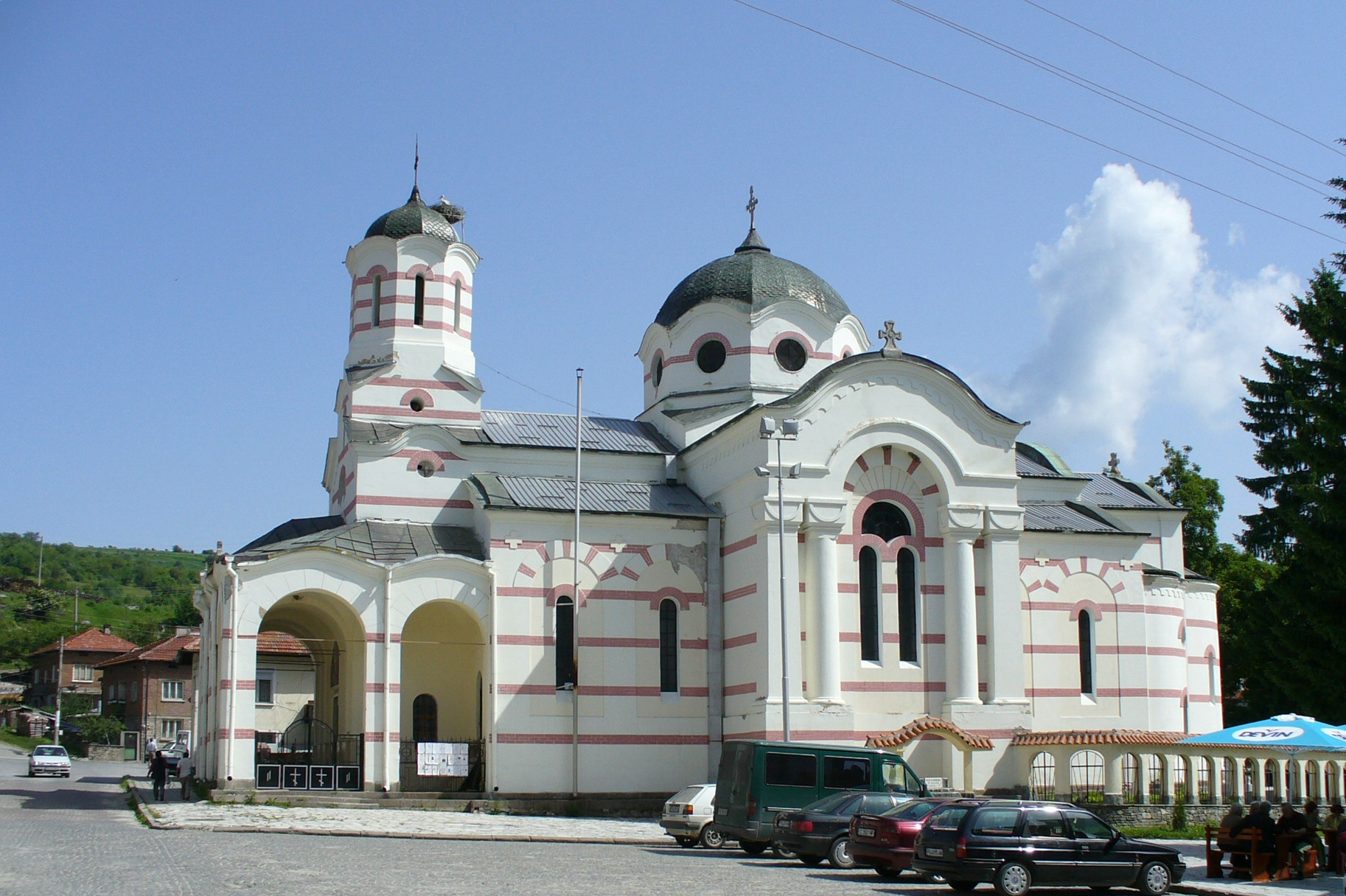
巴塔克的一座教堂

人烟稀少的罗多彼地区数百年来一直有着民族和宗教的多样性。除了东正教、保加利亚人和希腊人以外，还有一些穆斯林群體，包括被当地称为波马克人的保加利亚裔穆斯林，他们在西部地区占主导地位，此外还有大量的保加利亚的土耳其人（特别是在东罗多彼山脉）。这里也是萨拉卡察尼人——一个通常在北色雷斯和爱琴海沿岸一带游牧的希腊民族——的牧区之一。

## 经济

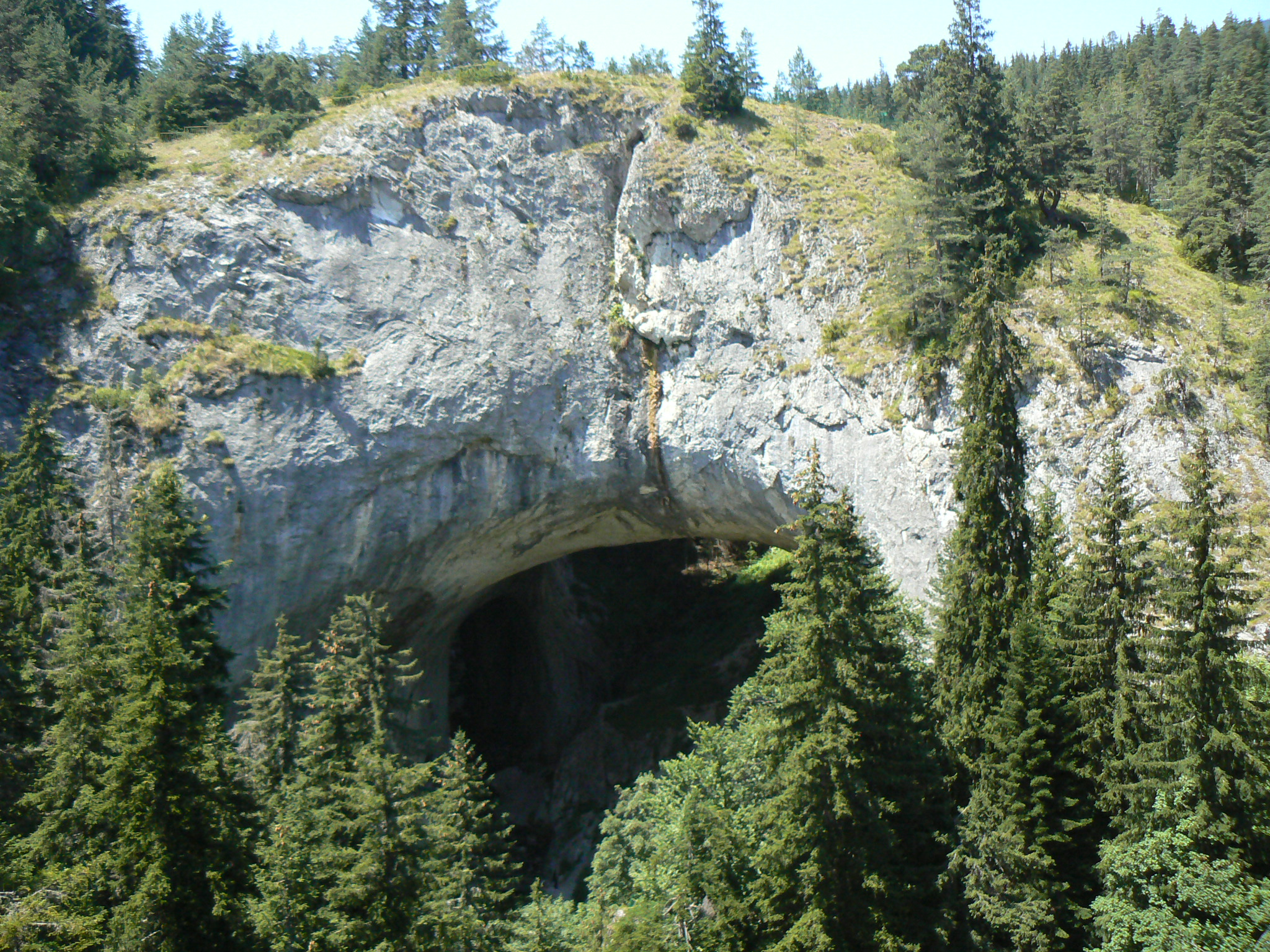
一个较大的奇迹之桥，罗多彼山脉的名胜之一。

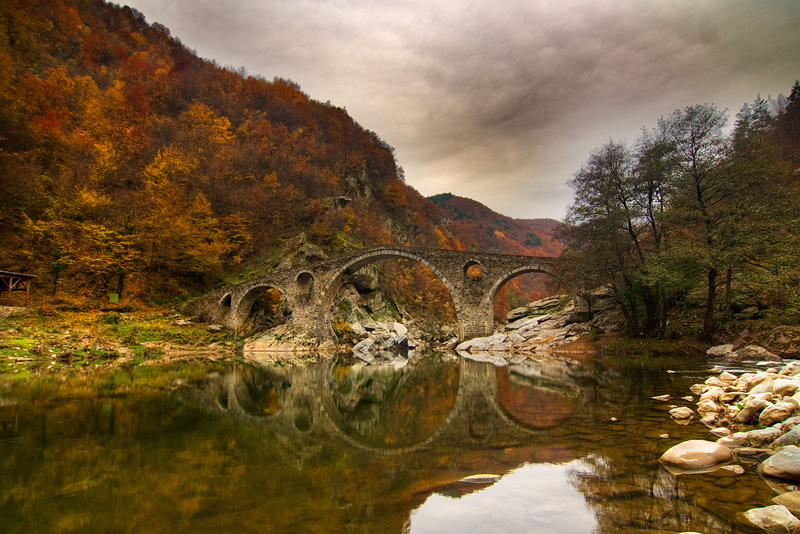
阿尔迪诺附近一座建于15世纪的魔鬼桥。

服务业、旅游业、工业和农业是罗多彼地区经济的主体。
畜牧业、林业和烟草业是最为重要的农业活动。由于众多的穆斯林人口，猪的数量很少，但有许多羊。烟草的主要种植区在东罗多彼，并占据全国总产量的很大一部分。
工业相当发达。该地区最大的产业之一是矿业。有大约80条铅和锌矿脉的储量在欧洲名列前茅。它们主要位于山脉中部地区，并沿与希腊的边境直到东部。克尔贾利州有丰富的非金属矿藏和黄金，也有小储量的铬铁矿和铁矿石，同时，铅和锌矿石的杂质中也含有重要稀有金属。数个浮选厂将矿石富集后，运到克尔贾利和普罗夫迪夫的大型铅锌精炼厂。在克尔贾利、斯莫梁、代温、布拉齐戈沃、伊瓦伊洛夫格勒等地已经实现了机械化；佩士特拉有一个制药厂。纺织工业的中心包括兹拉托格勒、斯莫梁、马丹、拉基。木材产业也很发达，主要分布在西部地区，那里有巴尔干半岛上最重要的森林。罗多彼地区是保加利亚水力发电的主要区域之一，如巴塔克、佩士特拉、阿列科、斯图登-克拉德内茨、克尔贾利、瓦查等地均有大型水电站。
旅游业的重要性与日俱增。潘波罗夫和切佩拉雷是著名的冬季度假胜地，在夏季的海边和山谷中有许多度假村、露营地和保护区。靠近希腊边境的山洞如亚戈丁斯卡洞穴、乌赫洛维察、魔喉窟、斯内然卡（佩士特拉附近）等因其壮观的景象和地下河流湖泊而深受洞穴学家的喜爱。城堡的废墟、色雷斯人的遗址（如佩尔佩利孔和塔图尔）、民族复兴时期风格的村庄和修道院吸引了众多国内外游客。

## 荣誉
南极洲南设得兰群岛利文斯顿岛的罗多彼峰便是以罗多彼山脉的名字命名的。